# Porrorchis centropi
Porrorchis centropi är en hakmaskart som först beskrevs av Pietro Porta 1910.  Porrorchis centropi ingår i släktet Porrorchis och familjen Plagiorhynchidae. Inga underarter finns listade i Catalogue of Life.